# Prix Albert-Lasker

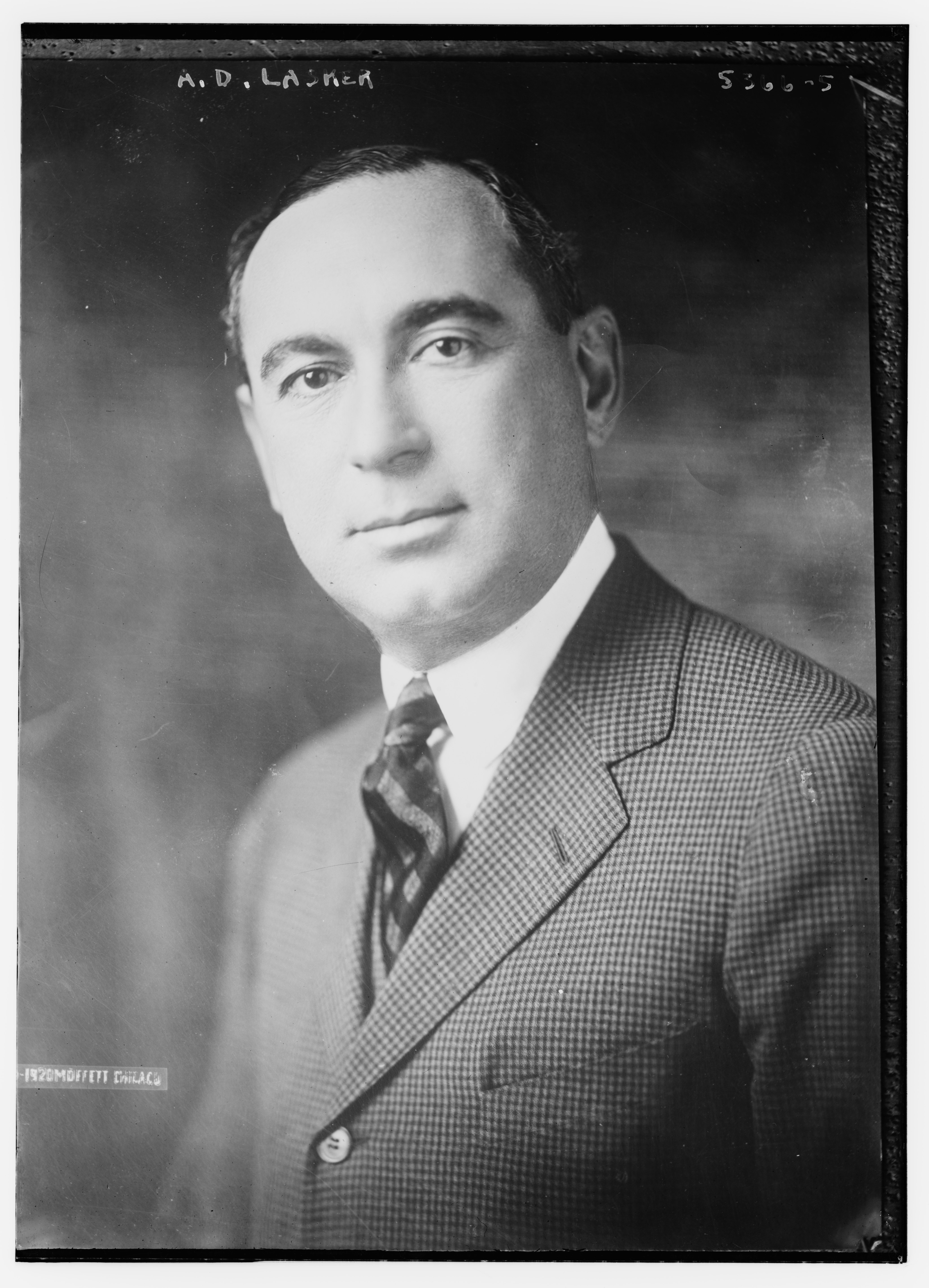
Titre : A.D. Lasker Résumé/moyenne : 1 négatif : verre ; 5 x 7 po. ou plus petit.

Les prix Albert-Lasker ou Albert Lasker Awards sont des prix internationaux récompensant des personnalités de la recherche médicale clinique et fondamentale. Ils sont par beaucoup considérés comme l'antichambre des prix Nobel de physiologie ou médecine.
Les prix Lasker sont décernés par la Fondation Lasker depuis 1946 à des personnes vivantes qui ont contribué à des avancées majeures en recherche médicale. Ils sont financés par la fondation créée par un des pionniers de la publicité Albert Lasker et sa femme Mary Lasker et actuellement présidée par Claire Pomeroy. Ce sont des prix prestigieux, appelés parfois les « Nobels américains », justifié par le fait que 86 des lauréats du prix Lasker ont ensuite été récompensés par un prix Nobel, dont 32 au cours des 20 dernières années.
Les quatre principaux prix sont les :
- Prix Albert-Lasker pour la recherche médicale fondamentale
- Prix Albert-Lasker pour la recherche médicale clinique
- Prix Lasker-Bloomberg pour le bien public (depuis 2011 ; anciennement Prix Mary-Woodard Lasker pour le bien public depuis 2000 et prix Albert Lasker pour le bien public auparavant)
- Prix spécial Albert-Lasker depuis 1994.